# Klopce, Slovenska Bistrica
Klopce este o localitate din comuna Slovenska Bistrica, Slovenia, cu o populație de 165 de locuitori.